# Julije Golik
Julije Golik, hrvaški pedagog in filolog, * 7. april 1866, Fužine, † 1. december 1924, Zagreb.
Golik je bil rektor Univerze v Zagrebu v študijskem letu 1917/18 in profesor klasične filologije na Filozofski fakulteti.